# Apocrisiario
Un apocrisiario (in latino apocrisiarius; in greco antico: ἀποκρισιάριος?), spesso anche apocrisario (dal latino medievale apocrisarius), era in epoca bizantina un alto rappresentante diplomatico. Il termine latino corrispondente era responsalis ("colui che risponde" o "responsabile"). Il titolo era usato dagli ambasciatori bizantini, nonché dai rappresentanti dei vescovi presso i patriarchi o le autorità secolari. L'equivalente moderno più vicino è il nunzio apostolico. Il titolo apocrisiarios è ancora impiegato dalla Chiesa anglicana.

## Apocrisiari bizantini

### Nella vita civile
Il termine designa una categoria di funzionari imperiali. Avevano il compito di portare i rescritti imperiali nelle provincie; Anastasio I (491-518) designò con questo nome due ufficiali dell'esercito incaricati di vigilare, per conto dei due magistri militum, la giustizia militare amministrata dai vari duces. Giustiniano aumentò il numero e l'importanza di questi funzionari.

### Nella vita ecclesiastica
L'apocrisiario era un membro del clero che fungeva da rappresentante (o da legato, come veniva a volte impropriamente riportato) di un patriarca o di un vescovo presso la corte imperiale bizantina a Costantinopoli. Molte delle più importanti sedi ecclesiastiche avevano un apocrisiario permanente presso la capitale dell'impero. Il più importante di essi era l'apocrisiario pontificio, esistito in modo discontinuo dal 452 circa fino all'XI secolo.
 
Il titolo di apocrisiario veniva usato anche per indicare i rappresentanti di un metropolita presso la corte del rispettivo patriarca "territoriale" (cioè presso le sedi di Costantinopoli, Alessandria, Antiochia, o Gerusalemme) e gli ufficiali secolari incaricati di consegnare la corrispondenza dell'imperatore bizantino.

#### Apocrisiari pontifici
L'apocrisiario pontificio era un rappresentante permanente del pontefice a Costantinopoli il cui compito era rappresentare gli interessi della Chiesa di Roma presso la corte imperiale, sia dal punto di vista politico che da quello religioso. Le relazioni tra la Sede Apostolica e l'impero bizantino erano gestite anche presso la corte dell'Esarca di Ravenna, dove il papa aveva un altro apocrisiario permanente, o tramite lo stesso arcivescovo, il quale, almeno durante il pontificato di Gregorio I, aveva un suo personale responsalis alla corte pontificia.
Si ritiene che Leone Magno sia stato il primo papa che, intorno al 452, inviò a Costantinopoli un apocrisiario con speciale mandato di trattare gli affari della Chiesa di Roma. Tuttavia, a causa delle vicende politiche dell'Occidente, i suoi immediati successori non poterono seguirne l'esempio. La pratica venne ripresa in maniera stabile solo dopo la riconquista dell'Italia da parte di Giustiniano I. Compito degli apocrisiari era notificare all'imperatore gli ordini del Sommo pontefice, cui trasmettevano poi le risposte.
La maggior parte di essi era scelta tra i diaconi, che erano i più colti fra il clero romano e di conseguenza i più abili nelle relazioni diplomatiche. L'apocrisiario pontificio esercitava una "notevole influenza in qualità di tramite per le comunicazioni sia pubbliche che private" tra papa e imperatore bizantino. All'epoca del cosiddetto "papato bizantino", ben otto apocrisiari furono successivamente scelti come papi. Dopo la fine dello scisma acaciano (519), l'apocrisiario pontificio aveva la propria residenza nel palazzo di Placidia (πὰ Πλακιδίας) a Costantinopoli.
I papi continuarono a mantenere un apocrisiario permanente a Costantinopoli fino allo scoppio della prima lotta iconoclasta del 726, che spinse gli imperatori ad abrogare la carica. Successivamente, i papi Gregorio II, Gregorio III, Zaccaria e Stefano II inviarono a Costantinopoli solo apocrisiari non permanenti, anche se un inviato permanente potrebbe essere stato ristabilito dopo la riconciliazione dell'886.
La carica smise di avere qualsiasi connotazione religiosa nell'VIII secolo, anche se continuò ad essere occupata fino al X, quando l'apocrisiario cominciò ad essere definito sincello (latino syncellus, greco σύγκελλος). Un sincello, a differenza di un apocrisiario, era un rappresentante esclusivamente presso l'imperatore, e non presso il patriarca. Questi ambasciatori continuarono ad esistere per tutto l'XI secolo, anche dopo il Grande Scisma.
Nelle questioni religiose ed ecclesiastiche, la figura dell'apocrisiario venne progressivamente sostituita da quella del legato a latere e infine da quella del nunzio apostolico.

#### Tavola sinottica degli apocrisiari pontifici noti
| Apocrisiario                | Durata carica                                    | Papa designante           | Imperatore                                                  | Patriarca di Costantinopoli                        | Note                                                                                  |
| --------------------------- | ------------------------------------------------ | ------------------------- | ----------------------------------------------------------- | -------------------------------------------------- | ------------------------------------------------------------------------------------- |
| Giuliano di Cos             | c. 450-c. 457                                    | Leone I (440-461)         | Marciano (450-457)                                          | Anatolio (449-458)                                 | Primo apocrisiario; intorno al periodo della disputa monofisita                       |
| Vigilio                     | ?-536                                            | Agapito I (535-536)       | Giustiniano I (527-565)                                     | Mena (536-552)                                     | Futuro papa Vigilio                                                                   |
| Pelagio                     | 536-?                                            | Agapito I (535-536)       | Giustiniano I (527-565)                                     | Mena (536-552)                                     | Futuro papa Pelagio I                                                                 |
| Stefano                     | ?                                                | Vigilio (537-555)         | Giustiniano I (527-565)                                     | Mena (536-552) Eutichio (552-565)                  | Scomunicò Mena                                                                        |
| Diacono Gregorio            | 579-585                                          | Pelagio II (579-590)      | Tiberio II Costantino (578-582) Maurizio (582-602)          | Eutichio (577-582) Giovanni IV Nesteutes (582-595) | Futuro papa Gregorio I                                                                |
| Arcidiacono Lorenzo         | 585-ante settembre 591                           | Pelagio II (579-590)      | Maurizio (582-602)                                          | Giovanni IV Nesteutes (582-595)                    | [ 12 ]                                                                                |
| Diacono Onorato             | ?                                                | Gregorio I (590-604)      | Maurizio (582-602)                                          | Giovanni IV Nesteutes (582-595)                    | [ 13 ]                                                                                |
| Diacono Sabiniano           | c. luglio 593–ante novembre 597                  | Gregorio I (590-604)      | Maurizio (582-602)                                          | Giovanni IV Nesteutes (582-595) Ciriaco (596-606)  | Futuro papa Sabiniano                                                                 |
| Anatolio                    | c. giugno 597-post febbraio 601/ante gennaio 602 | Gregorio I (590-604)      | Maurizio (582-602)                                          | Ciriaco (596-606)                                  | [ 15 ]                                                                                |
| Bonifacio                   | post luglio 603-post novembre 603                | Gregorio I (590-604)      | Maurizio (582-602) Foca (602-610)                           | Ciriaco (596-606)                                  | [ 16 ]                                                                                |
| Diacono Cataadioce          | 603-606                                          | Gregorio I (590-604)      | Foca (602-610)                                              | Ciriaco (596-606)                                  | Futuro papa Bonifacio III                                                             |
| Diacono Teodoro             | c. 641-ante 24 novembre 642                      | Giovanni IV (640-642)     | Costantino III (641) Eraclio II (641) Costante II (641-668) | Pirro I (638-641) Paolo II (641-654)               | Futuro papa Teodoro I                                                                 |
| Diacono Martino             | c. 643-?                                         | Teodoro I (642-649)       | Costante II (641-668)                                       | Paolo II (641-654)                                 | Futuro papa Martino I                                                                 |
| Eugenio                     | ?                                                | Teodoro I (642-649)       | Costante II (641-668)                                       | Paolo II (641-654)                                 | Futuro papa Eugenio I                                                                 |
| Anastasio                   | ?-648                                            | Teodoro I (642-649)       | Costante II (641-668)                                       | Paolo II (641-654)                                 | Esiliato insieme a Massimo il Confessore per aver rifiutato di sottoscrivere il Typos |
| Federico Gozzelon di Lorena | c. 1053-ante 23 maggio 1057                      | Leone IX (1049-1054)      | Costantino IX Monomaco (1042-1055)                          | Michele I Cerulario (1043-1059)                    | Futuro papa Stefano IX                                                                |
| Pietro di Anagni            | ante 1073-?                                      | Alessandro II (1061-1073) | Michele VII Ducas (1071-1078)                               | Nicola III Grammatico (1084-1111)                  | [ 19 ]                                                                                |

## Apocrisiari franchi
A partire dal regno di Carlo Magno (768–814), la corte di re e imperatori franchi comprendeva dei chierici denominati apocrisari. Si trattava tuttavia di semplici arcicappellani reali (precursori dei successivi grandi elemosinieri) insigniti del titolo degli antichi inviati della Sede Apostolica in modo del tutto cerimoniale, poiché non svolgevano compiti diplomatici. Il termine veniva utilizzato informalmente anche per indicare il guardasigilli imperiale (in quanto "tramite" della corrispondenza tra imperatore e pontefice) e il missus dominicus di nomina pontificia.
Il più noto degli apocrisiari franchi fu Fulrado di Saint Denis.

## Apocrisiari monastici
Il termine apocrisarius venne ripreso anche in ambito monastico. Presso l'ordine cistercense indicava il monaco inviato da un monastero al capitolo generale dell'ordine in sostituzione del proprio abate impedito da malattia. Presso l'ordine cluniacense, invece, il termine indicava un sacrestano incaricato di raccogliere e gestire le offerte dei fedeli.

## Apocrisiari anglicani
Nella moderna comunione anglicana, i rappresentanti dell'arcivescovo di Canterbury presso varie chiese sono chiamati apocrisiarioi.